# Täby (Örebro kommun)
 For alternative betydninger, se Täby (flertydig). (Se også artikler, som begynder med Täby)
Täby er en landsby i Örebro kommun i Närke, Sverige og kyrkby i Täby Sogn. I årene 2015 til 2020 afgrænsedes den af SCB som en småort.
Det nærliggende område består til størstedelen af sletter, og præges af jordbrug. Täbyån løber gennem Täby, hvor der også ligger en middelalderkirke, Täby Kyrka, og i nærheden ligger Örebro Airport. Europavejene E18 og E20 går gennem byen, som ligger sydvest for Örebro på den såkaldte Närkeslätten.

## Byens navn
(i) Tæbo sokn 1415. Sognet har fået sit navn efter kyrkbyen, hvis indbyggere på svensk kaldes täboar. Denne betegnelse er afledt af ordet tä. Det oprindelige suffiks -bo er senere blevet ændret til -by.